# Небылец (гмина)
Небылец (пол. Niebylec) — сельская гмина (волость) в Польше, входит как административная единица в Стшижувский повет, Подкарпатское воеводство. Население — 10 624 человека (на 2004 год).

## Демография
| Перепись                       | Всего   | Всего | Женщины | Женщины | Мужчины | Мужчины |
| ------------------------------ | ------- | ----- | ------- | ------- | ------- | ------- |
| Единицы                        | человек | %     | человек | %       | человек | %       |
| Население                      | 10 624  | 100   | 5432    | 51,1    | 5192    | 48,9    |
| Плотность населения (чел./км²) | 101,8   | 101,8 | 52      | 52      | 49,7    | 49,7    |

## Населённые пункты
Барычка, Близянка, Гвозьдзянка, Гвозьница-Дольна, Гвозьница-Гурна, Конечкова, Лутча, Малувка, Небылец, Поломя, Яворник,

## Соседние гмины
1. Гмина Блажова
2. Гмина Чудец
3. Гмина Домарадз
4. Гмина Корчина
5. Гмина Любеня
6. Гмина Стшижув